# Túnel de Vallirana
El túnel de Vallirana es un túnel carretero situado bajo la localidad de Vallirana (provincia de Barcelona). Forma parte de la autovía B-24 (Autovía del Llobregat), que une la autovía A-2 a la altura de Pallejá y que finaliza después del túnel, donde enlaza de momento con la N-340 y en un futuro con la autovía A-7 cuando esté totalmente desdoblada.

## Historia
La construcción de la variante de Vallirana se inició en 2004, pero debido principalmente a la crisis económica del periodo y los problemas encontrados con el túnel, ya que por los métodos constructivos empleados, el ritmo de ejecución de las obras se vieron condicionados por la problemática que presentaba el macizo atravesado, las antiguas minas de extracción de yeso y plomo detectadas y porque su superficie está urbanizada. Por ello la obra fue paralizada en distintas ocasiones, y finalmente fue reanudada en 2015.
El cale del primer túnel se realizó el 10 de marzo de 2016 y la fecha de puesta en servicio fue a las 12.00h del 5 de noviembre de 2019.

## Características
El túnel dispone de dos tubos, uno para cada sentido de circulación, de 1.434 m de longitud cada uno. Estos túneles están situados bajo una zona residencial del municipio. 
La excavación del túnel se realizó según el nuevo método austríaco y mediante máquina rozadora de 300 kW de potencia en cabeza.
La sección tipo adoptada en los túneles es, para cada uno, de una calzada de dos carriles de 3,50 m, arcén derecho de 1,00 m, arcén izquierdo de 0,50 m y dos aceras adosadas de 0,75 m de ancho.
Dispone de tres galerías de emergencia que comunican ambos túneles, equidistantes aproximadamente 300 m entre ellas. Del mismo modo, dispone de las instalaciones correspondientes de alumbrado LED, ventilación, postes S.O.S. y megafonía, control de accesos y gálibo, aforos de tráfico, electricidad, circuito cerrado de televisión, y de protección contra incendios. Las medianas disponen de paso junto a cada una de las bocas de los túneles para posibilitar desvíos en caso de accidentes o por labores de mantenimiento.